# Гонсало Рохас
Гонсало Рохас Пісарро (ісп. Gonzalo Rojas Pizarro; 20 грудня 1917, Лебу — 25 квітня 2011, Сантьяго) — чилійський поет, один з лідерів чилійської поезії XX століття. Його твори належать до авангардистської традиції латиноамериканської поезії.

## Біографічні відомості
Вивчав право і педагогіку в Національному університеті у Сантьяго. Викладав у Вальпараїсо з 1946 по 1952. Перша збірка його віршів вийшла в 1948 році і називався «Злидні людини»; загалом він опублікував близько п'ятдесяти збірок. Потім до 1973 року був професором в університеті міста Консепсьйон.
Як і багато латиноамериканських письменників, Рохас був дипломатом: був культурним аташе в Китаї в 1970—1971 і на Кубі в 1972—1973. Після військового перевороту в 1973 році жив у вигнанні в НДР (1973—1975), Венесуелі (1975—1980) і США (1980—1994). Повернувся в Чилі в 1994 році.
Гонсало Рохас вважався одним з найбільших поетів Чилі XX століття. Вірші Рохаса були перекладені на багато мов світу, включаючи китайську. У 1992 році він отримав Премію королеви Софії за ібероамериканську поезію. Премія Октавіо Паса (1998). У 2003 з рук короля Іспанії Хуана Карлоса був удостоєний літературної премії Сервантеса.
Помер у віці 94 років 25 квітня 2011 у Сантьяго. На смерть поета у країні був оголошений дводенний траур.

## Обрані роботи
- La miseria del hombre (1948)
- Contra la muerte (1964)
- Oscuro (1977)
- Transtierro (1979)
- Del relámpago (1981)
- 50 poemas (1982)
- El alumbrado (1986)
- Antología personal (1988)
- Materia de testamento (1988)
- Antología de aire (1991)
- Desocupado lector (1990)
- Las hermosas (1991), Zumbido (1991)
- Río turbio (1996)
- América es la casa y otros poemas (1998)
- Obra selecta (1999)